# Christmas Evans
Christmas Evans (25 de diciembre de 1766 – 19 de julio de 1838) fue un ministro galés No conformista, visto como uno de los más grandes predicadores de la historia.

## Infancia y juventud
Evans nació cerca de la aldea de Llandyssul, Cardiganshire. Su padre, un zapatero, murió pronto, y el niño creció como un trabajador iletrado en una granja. A la edad de diecisiete años, aprendió a leer en el ministerio presbiteriano, David Davies. Bajo la influencia de un avivamiento religioso contemporáneo, aprendió a leer y escribir en inglés y en galés. Los predicadores metodistas calvinistas itinerantes, y los miembros de la iglesia bautista en Llandyssul, le sirvieron también como influencia. Aunque la predica fue seca.

## Ministerio
En 1789 Evans fue al Norte de Gales como predicador y se estableció por dos años en la desolada península de Lleyn, Caernarvonshire, desde donde se trasladó a Llangefni, en Anglesey. Allí, con un salario de unas £17 por año, logró el establecimiento de una fuerte comunidad bautista, modelando su organización hasta cierto punto como el de los metodistas calvinistas. Muchas capillas nuevas fueron construidas, siendo el dinero para las mismas recolectado en tours de predicación que Evans llevaba en el Sur de Gales. En 1826, Evans aceptó una invitación a Caerphilly, donde permaneció por espacio de dos años. Luego partió a Cardiff en 1828. 
En 1832, como respuesta a llamados urgentes desde el Norte, se estableció en Caernavon y volvió al viejo trabajo de construir y recolectar. Enfermó en un tour en el Sur de Gales, muriendo en Swansea, en 1838. Enterrado en ese mismo lugar.

## Legado
A pesar de sus desventajas tempranas y del desfiguramiento personal (sus amigos le habían cegado un ojo en una pelea), Christmas Evans fue un poderoso predicador. A la aptitud natural para su llamado, Evans añadió una mente despierta y un espíritu inquisidor. Su carácter era simple; era piadoso y humilde, y su fe era fervientemente evangélica. Por un tiempo estuvo bajo la influencia Sandemaniana, y cuando los Wesleyanos entraron en Gales, tomó el lado de los calvinistas en las fuertes controversias que se hicieron frecuentes del 1800 al 1810. Su principal característica era una imaginación vívida y afluente, la cual controlaba y absorbía todos sus otros "poderes," lo cual le ganó el título de "El Bunyan de Gales".
Sus trabajos fueron editados por Owen Davies en tres volúmenes (Caernavon, 1895-1897).
- Datos: Q3399253
- Multimedia: Christmas Evans / Q3399253